# Vezza d'Alba
Vezza d'Alba là một đô thị ở vùng Piedmont. Đô thị này thuộc tỉnh Cuneo. Đô thị Vezza d’Alba có diện tích 14 km2, dân số 2073 người. Đô thị này nằm ở độ cao 313 m trên mực nước biển.